# Türagéták

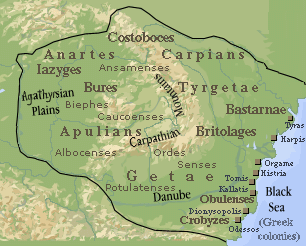
Egy mai román térképrajzoló kísérlete a türagéták (Tyrgetae) elhelyezésére térképen i. e. 82 körül

A türageták (türegeták, türigeták, Tyragetae, vagy Tyrangitae, Τυραγγεῖται, Tυραγγέται, vagy Tυρεγέται), ókori népcsoportja a géták egy részét alkotta, akik Tyras folyó mentén éltek, nevüket is e folyóról (a mai Dnyeszter) kapták. 

## A forrásokban
Az említés szintjén szerepelnek Ptolemaiosz, Plinius műveiben, mint akik Moesia római provincia szomszédságában, a kárpok mellett, illetve a folyó egy nagy szigetén éltek. Sztrabónnál öt helyen is szerepelnek, de mindig csak említésként.

„A Borysthenes és Ister közötti vidéken felül fekvő egész tartománynak első része a géták pusztasága; azután jőnek a tyrigéták; s ezek után a sarmataféle jazygok s az ugynevezett királyiak és urgok, nagyobbrészt nomádok, kevesen pedig földmiveléssel is foglalkoznak. Mondják hogy ezek az Ister hosszában is laktak, gyakran mind a két parton.”

– Sztrabón: Geógraphika (Télfy Iván fordítása ; Földy József fordításában: )

## Fordítás
- Ez a szócikk részben vagy egészben  a   Tyragetae című angol Wikipédia-szócikk ezen változatának fordításán alapul.  Az eredeti cikk szerkesztőit annak laptörténete sorolja fel. Ez a jelzés csupán a megfogalmazás eredetét és a szerzői jogokat jelzi, nem szolgál a cikkben szereplő információk forrásmegjelöléseként.